# Sarona kanaka
Sarona kanaka är en insektsart som beskrevs av Asquith 1994. Sarona kanaka ingår i släktet Sarona och familjen ängsskinnbaggar. Inga underarter finns listade i Catalogue of Life.